# هوغو بوينو
هوغو بوينو (بالإسبانية: Hugo Bueno)‏ هو لاعب كرة قدم مكسيكي، ولد في 16 فبراير 1992. لعب مع نادي تشياباس.